# José Alejandro Cardona
José Alejandro Cardona (San Nicolás de los Garza, Nuevo León; 16 de marzo de 1994) es un jugador de béisbol profesional mexicano que juega en la posición de jardinero para los Naranjeros de Hermosillo de la Liga Mexicana de Béisbol. Cardona mide 6 pies 1 pulgada (1,85 m) y 175 libras (79 kg) y batea y lanza con la mano derecha.

## Carrera

### Texas Rangers
El 18 de marzo de 2011 Cardona firmó con los Texas Rangers como agente libre internacional. Hizo su debut profesional con los Rangers de la Liga Dominicana de Verano y bateó .264 en 39 juegos. Regresó al equipo en 2012 y tuvo promedio de .263/.385/.332 en 69 juegos. 
En 2013, Cardona jugó para los DSL Rangers y los AZL Rangers de nivel novato , bateando un promedio combinado de .282/.351/.363 con 1 jonrón y 19 carreras impulsadas. 
Para la temporada 2014, Cardona dividió la temporada entre los AZL Rangers, los Low-A Spokane Indians y los High-A Myrtle Beach Pelicans , bateando un acumulado de .306/.342/.393 sin jonrones y 21 carreras impulsadas en 47. partidos entre los tres equipos. Al año siguiente, Cardona jugó en Single-A para los Hickory Crawdads , bateando .254/.317/.380 con marcas personales en jonrones (10) y carreras impulsadas (59). 
En 2016, Cardona fue ascendido a High-A High Desert Mavericks y bateó .300/.371/.463 con 14 jonrones y 48 carreras impulsadas, la mayor cantidad de su carrera, en 101 juegos para el equipo. 
Para la temporada 2017, Cardona dividió el año entre los Frisco RoughRiders Doble-A y el Round Rock Express Triple-A , acumulando una línea de .274/.314/.377 con 7 jonrones y 47 carreras impulsadas entre los dos equipos. 
En 2018, Cardona volvió a dividir el año entre Round Rock y Frisco, y también jugó en 3 juegos de rehabilitación con los AZL Rangers, registrando una línea de bateo de .254/.314/.358 con 8 jonrones y 33 carreras impulsadas en 104 juegos entre los tres niveles. El 2 de noviembre de 2018, eligió la agencia libre.

### Chicago Cubs
El 31 de diciembre de 2018, Cardona firmó un contrato de ligas menores con la organización Chicago Cubs. Apareció en solo 10 juegos para los AZL Cubs de nivel novato antes de ser liberado por la organización el 4 de julio de 2019.

### Bravos de León
El 14 de julio de 2019 Cardona fichó con los Bravos de León de la Liga Mexicana. Terminó el año con León, bateando .277/.321/.317 con 1 jonrón y 9 carreras impulsadas. Cardona no jugó ningún partido en 2020 debido a la cancelación de la temporada de la Liga Mexicana a causa de la pandemia de COVID-19.

### Sultanes de Monterrey
El 19 de mayo de 2021 Cardona firma con los Sultanes de Monterrey de la Liga Mexicana de Béisbol. En 28 juegos para Campeche, Cardona bateó .291/.345/.373 con 2 jonrones y 7 carreras impulsadas.

### Piratas de Campeche
El 27 de junio de 2021 Cardona fue cedido a los Piratas de Campeche de la Liga Mexicana.

### Regreso a los Sultanes
El 21 de abril de 2022, Cardona fue devuelto nuevamente a los Sultanes de Monterrey de la Liga Mexicana.

## Carrera internacional
Cardona fue seleccionado para la selección nacional de béisbol de México en los Juegos Olímpicos de Tokio 2020 (que, a causa de la Pandemia de COVID-19 se disputaría en 2021).